# Palazzo delle Orsoline (Fidenza)
Il Palazzo delle Orsoline è un edificio dalle forme barocche, situato in via Berenini 136 a Fidenza, di fronte all'ex chiesa di San Michele Arcangelo; trasformato nel 2006 nel Palazzo della cultura e delle arti di Fidenza (OF), ospita la biblioteca civica "Michele Leoni", il Museo civico del Risorgimento Luigi Musini, la mediateca, la pinacoteca, il Fondo Storico librario, il Fondo Musini, il Punto Giovane, l'ufficio Cultura e Turismo, l'ufficio Progetto Europa e la segreteria della Via Francigena.

## Storia
Il grande palazzo fu edificato sul luogo in cui sorgevano un vecchio edificio conosciuto come "Osteriazza" e l'antica Torre Salvaterra, edificata nel 1302 quale ingresso orientale al borgo medievale; il terreno fu donato nel 1708 dal duca Francesco Farnese alle due sorelle Maria Maddalena e Anna Giacinta Pallavicino, del ramo tabianese del nobile casato; le marchese, appartenenti all'ordine delle Suore orsoline missionarie del Sacro Cuore di Gesù, promossero allora la costruzione della struttura, destinata ad accogliere numerose religiose borghigiane.
I lavori iniziarono verso il 1710, in seguito alla quasi completa demolizione della torre viscontea, i cui resti furono inglobati nella nuova costruzione. Il palazzo fu completato intorno al 1731, con la costruzione della cappella interna.
In seguito ai decreti napoleonici che disposero la soppressione degli ordini religiosi, nel 1805 l'edificio fu espropriato e dal 1809 destinato a ricovero femminile per mendicanti.
Nel 1881 le orsoline rientrarono a Fidenza, edificando nei pressi dell'antico palazzo una nuova struttura, detta Collegio dell'Angelo, che occuparono fino al 1920; in seguito lasciarono l'edificio ottocentesco, successivamente trasformato nell'Ospedale Civile cittadino, e ritornarono nella sede originaria, appartenente alla Casa di Riposo di Fidenza.
Il collegio femminile rimase in funzione fino al 1957, prima dell'abbandono definitivo del palazzo da parte delle religiose. In seguito la grande struttura, acquisita dal Comune di Fidenza, fu suddivisa in abitazioni private e sedi scolastiche e sportive, cadendo tuttavia in parziale degrado.
Verso la fine del XX secolo furono avviati i primi lavori di ristrutturazione di parte del grande complesso, la cui porzione retrostante fu definitivamente destinata ad ospitare 8 abitazioni private; in vista della trasformazione dell'edificio nel Palazzo della cultura e delle arti di Fidenza (OF), la grande Corte delle Feste fu completamente recuperata nel 2006, mentre una frazione consistente del corpo affacciato su via Berenini fu un po' per volta restaurata internamente e destinata ad ospitare la biblioteca civica "Michele Leoni", la mediateca, la pinacoteca, il Museo civico del Risorgimento Luigi Musini e altri uffici comunali.

## Descrizione

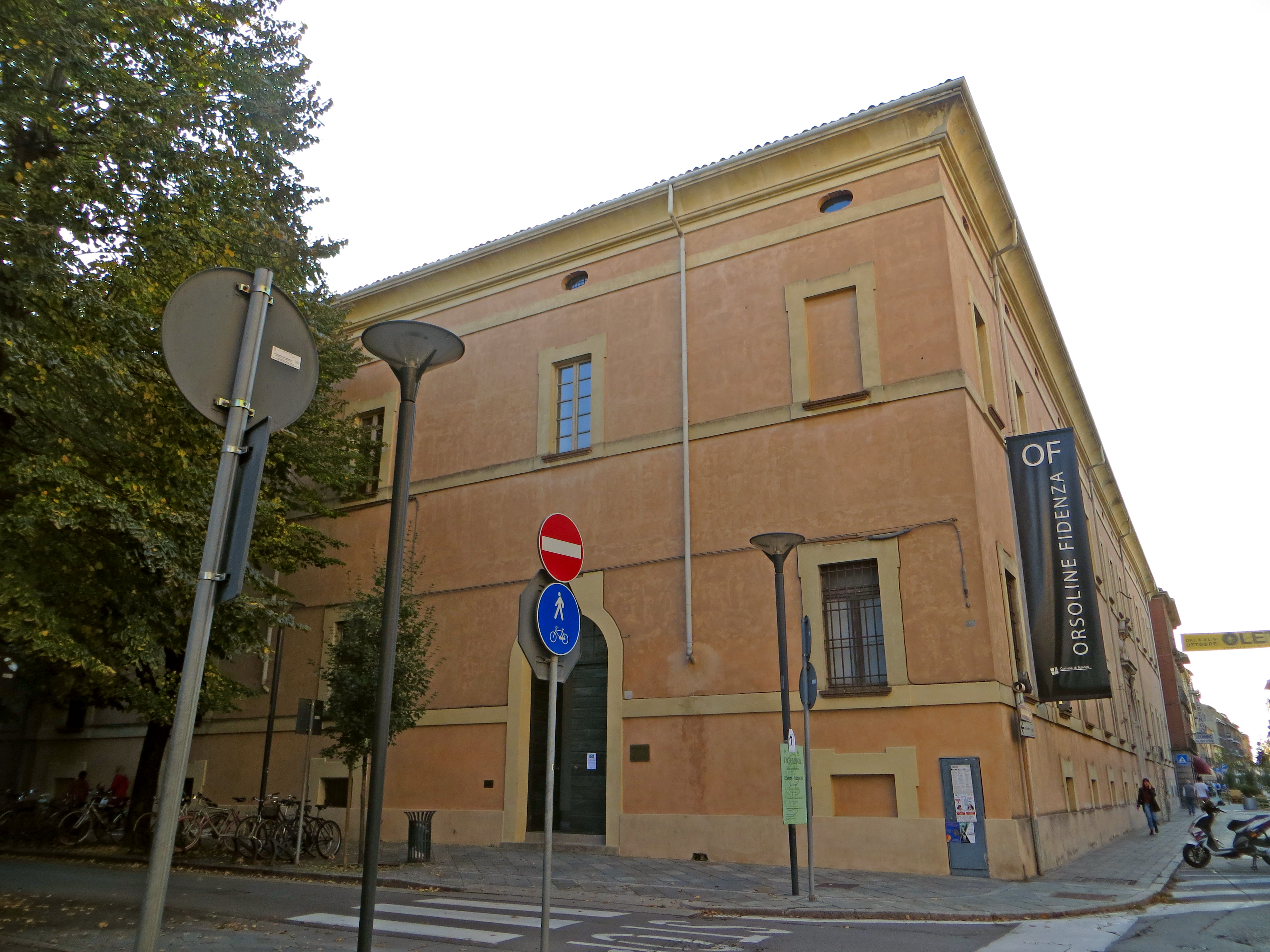
Lato est

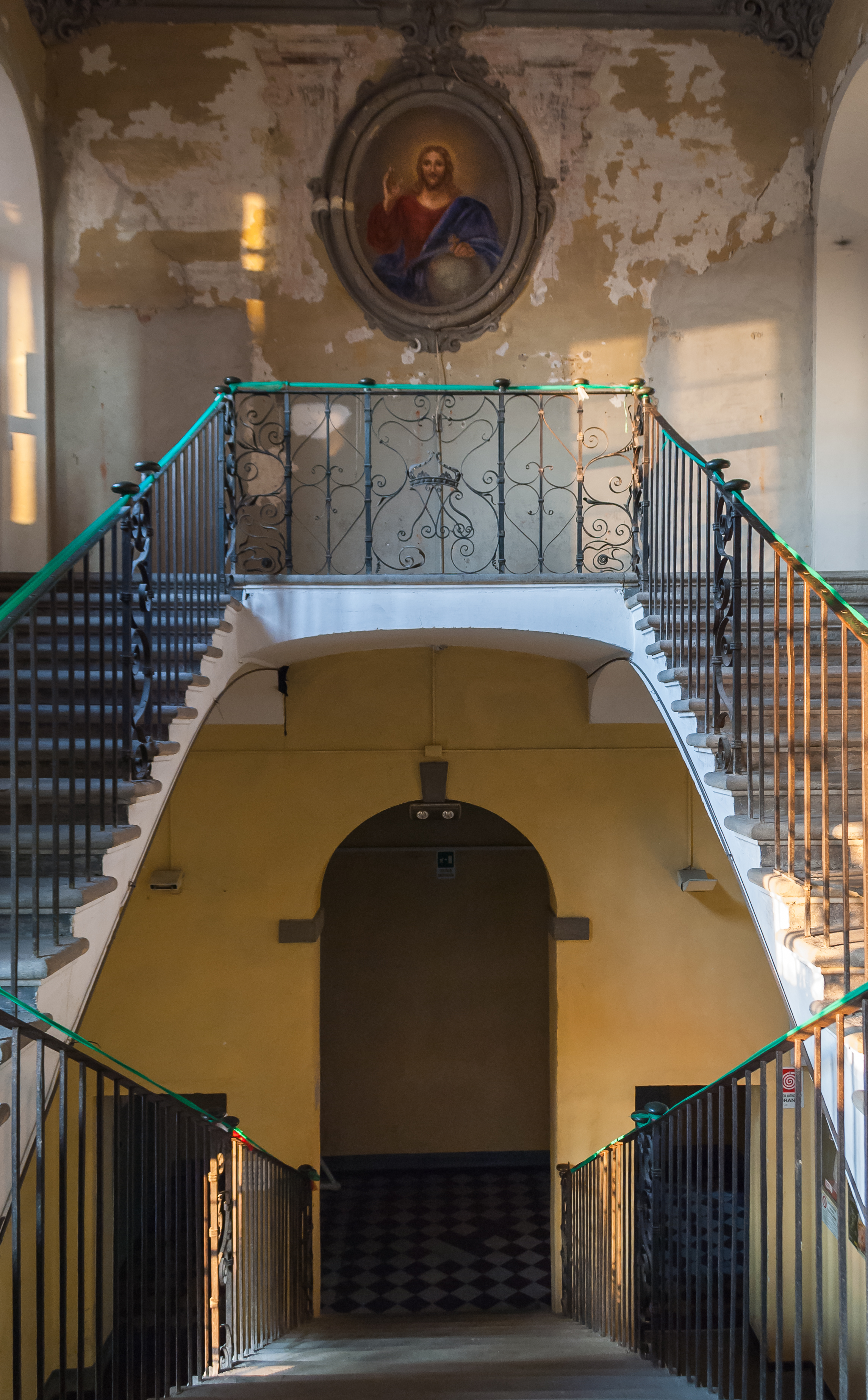
Scalone interno

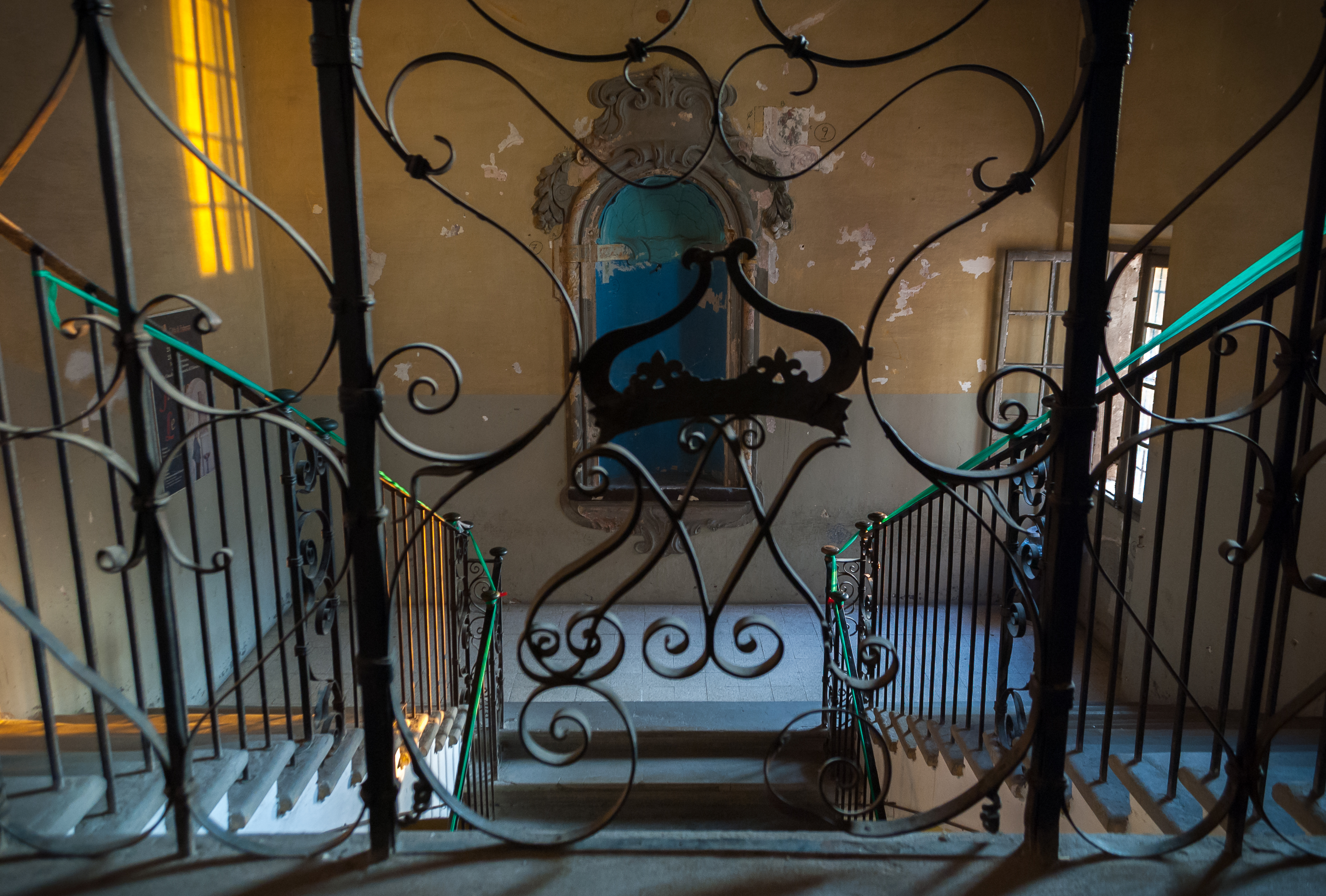
Particolare della ringhiera dello scalone

Il grande palazzo, frutto di aggiunte successive, si sviluppa attorno a due cortili in successione, di cui il principale, detto Corte delle Feste, molto più ampio e di forma pressoché quadrata.
La facciata simmetrica, interamente intonacata, si innalza su tre livelli fuori terra oltre il piano seminterrato, scanditi da fasce marcapiano su cui si aprono a cadenza regolare le finestre inquadrate da cornici geometriche; il sottotetto si affaccia sul prospetto principale con piccole aperture ovali, collocate in corrispondenza delle bucature sottostanti. Al centro è collocato l'ampio portale d'ingresso ad arco a tutto sesto, risalente al 1785; l'accesso è contornato da lesene in marmo rosso a sostegno dell'elegante trabeazione con triglifi, su cui è impostato il frontone barocco contenente all'interno di un medaglione la statua dell'Immacolata.
La decorazione prosegue anche lungo la facciata orientale su via Costa, nonostante la porzione meridionale di essa manchi dell'intonaco di rivestimento; nei pressi dell'angolo con via Berenini, vi si apre l'antico ingresso secondario, oggi adibito ad accesso principale del Palazzo della cultura e delle arti di Fidenza (OF).
All'interno la grande Corte delle Feste, restaurata nel 2006, è utilizzata per ospitare manifestazioni, spettacoli e mostre legate all'auditorium del palazzo; la piazza è arricchita dalla presenza di uno spazio verde con panchine, che rende lo spazio molto frequentato dagli utenti della biblioteca. Uno spigolo del cortile ospita dal 2007 una struttura metallica cilindrica, detta popolarmente "Torre del Rüsnón" per via della profonda ossidazione delle sue superfici; al suo interno si sviluppa una scala a chiocciola che conduce al primo piano.
I numerosi ambienti interni sono collegati fra loro da lunghi corridoi. Il locale di maggior pregio risulta l'antica cappella delle orsoline, oggi adibita ad auditorium; l'ex luogo di culto, risalente al 1731, è decorato con affreschi settecenteschi che ricoprono la cupola a base ellittica, i pennacchi e le lunette del presbiterio, attribuiti al gesuita Giuseppe Barbieri, che operò anche nel vicino collegio dei Gesuiti. La cappella si affaccia sull'interno del palazzo attraverso una piccola tribuna aperta sul lato opposto all'altare.
I vari livelli dell'edificio sono collegati fra loro dallo scalone, progettato nel 1715 da Francesco Ventura e decorato con alcuni affreschi; la struttura si imposta sui resti dell'antica Torre Salvaterra, ancora visibili al piano seminterrato del palazzo.